# Kirchengesetz
Ein Kirchengesetz ist eine Rechtsquelle des Kirchenrechts. Ebenso wie ein staatliches Gesetz handelt es sich um eine generell-abstrakte Norm. Für das kanonische Recht definierte Thomas von Aquin das Gesetz als eine Anordnung der Vernunft, die zum Gemeinwohl von demjenigen promulgiert ist, der die rechtmäßige Gewalt innehat.
Hieraus folgen verschiedene Wesenheiten des Gesetzes, die sowohl dessen innere als auch dessen äußere Beschaffenheit betreffen.
Das Gesetz muss zunächst eine verpflichtende Norm sein. Verpflichtend meint hierbei, dass die Befolgung des Gesetzes gegebenenfalls durch eine Sanktion erzwungen werden kann.
Ein weiteres Kriterium ist die Vernünftigkeit des Gesetzes. Thomas von Aquin bezeichnete hiermit die Teilhabe des menschlichen Gesetzes an der göttlichen Vernunft, die Voraussetzung für die Bindungswirkung des Gesetzes ist. Auch kann unter dem Gesichtspunkt der Vernünftigkeit verlangt werden, dass das Kirchengesetz einsichtig und befolgbar ist. Problematisch ist, ob zum Gesetzesbegriff auch die Rezeption des Kirchengesetzes durch das Gottesvolk gehört.
Äußerlich ist für die Beschaffenheit des Gesetzes erforderlich, dass es durch den zuständigen Gesetzgeber erlassen worden ist. Weiter muss es in der vorgeschriebenen Weise promulgiert sein. Schließlich muss sich das Gesetz an eine gesetzesfähige Gemeinschaft richten. Eine solche liegt nach Klaus Mörsdorf vor bei einer Gemeinschaft oder Personenmehrheit, deren Verhältnisse dauerhaft zu ordnen im Interesse des Gemeinwohls liegt.

## Schweiz
In der Schweiz heißen Kirchengesetze diejenigen (staatlichen) Gesetze der Kantone, die das Verhältnis zwischen Staat (Kanton) und Landeskirchen (reformiert, katholisch, christkatholisch) – manchmal auch den jüdischen Gemeinden – regeln. Gesetze dieses Namens kennen etwa die Kantone Zürich, Bern, Basel-Stadt und Basel-Landschaft.